# Gleichenia owhyhensis
Gleichenia owhyhensis là một loài dương xỉ trong họ Gleicheniaceae. Loài này được Hook. mô tả khoa học đầu tiên.